# Adam Kobieracki
Adam Kobieracki (ur. 1 czerwca 1957 w Warszawie, zm. 4 kwietnia 2024 w Piasecznie) – polski urzędnik, dyplomata, ekspert do spraw kontroli zbrojeń i międzynarodowego bezpieczeństwa. Stały Przedstawiciel Rzeczypospolitej Polskiej przy Biurze Narodów Zjednoczonych i organizacjach międzynarodowych w Wiedniu (1997–2000); Zastępca Sekretarza Generalnego Organizacji Traktatu Północnoatlantyckiego (NATO) do spraw Operacji (2003–2007).

## Życiorys
Był absolwentem Moskiewskiego Państwowego Instytutu Stosunków Międzynarodowych, gdzie uzyskał doktorat. Studiował także na Wydziale Dziennikarstwa i Nauk Politycznych Uniwersytetu Warszawskiego.
Od 1982 związany z Ministerstwem Spraw Zagranicznych. Do 1991 pracował w centrali, najpierw w departamencie Studiów i Planowania (do 1989), zaś przez następne dwa lata w Departamencie Instytucji Europejskich. Uczestniczył w tym czasie w Wiedniu jako przedstawiciel Polski w serii rozmów dotyczących redukcji zbrojeń, obejmujących m.in. negocjacje na temat Wzajemnej i Zrównoważonej Redukcji Sił Zbrojnych (MBFR) czy Traktatu o konwencjonalnych siłach zbrojnych w Europie (CFE).
Od 1991 pracował w Stałym Przedstawicielstwie Rzeczypospolitej Polskiej w Wiedniu, gdzie odpowiadał za relacje m.in. z Organizacją Bezpieczeństwa i Współpracy w Europie, Organizacją Narodów Zjednoczonych i Międzynarodową Agencją Energii Atomowej; przewodniczył szeregowi polskich misji podczas konferencji i negocjacji międzynarodowych. Od 1993, w stopniu radcy, był zastępcą kierownika placówki. W 1996 awansował na radcę-ministra. Rok później objął kierownictwo placówki, które sprawował do 2000. Za jego ambasadorskiej kadencji, w 1998, Polska sprawowała przewodnictwo w Organizacji Bezpieczeństwa i Współpracy w Europie. Po powrocie do Polski w 2001 został dyrektorem Departamentu Polityki Bezpieczeństwa MSZ.
Od 2003 do 2007, jako jedyny Polak, pełnił funkcję Zastępcy Sekretarza Generalnego Organizacji Traktatu Północnoatlantyckiego do spraw Operacji (ang. Assistant Secretary General for Operations). Po powrocie do Polski pełnił głównie funkcje kierownicze, m.in. ponownie dyrektora Departamentu Polityki Bezpieczeństwa MSZ (2008–2011, 2015–2016). Jako dyrektor Centrum Zapobiegania Konfliktom Organizacji Bezpieczeństwa i Współpracy w Europie (2011–2015) między innymi kierował Specjalną Misją Monitorującą na Ukrainę (2014). W 2022 przeszedł na emeryturę.
W 2010 został odznaczony Krzyżem Kawalerskim Orderu Odrodzenia Polski w uznaniu wybitnych zasług w służbie zagranicznej, za osiągnięcia w podejmowanej z pożytkiem dla kraju pracy zawodowej i działalności dyplomatycznej.
Posługiwał się biegle językami angielskim i rosyjskim, zaś biernie językami niemieckim i francuskim.
Syn Teresy i Witolda. Był żonaty, miał syna i córkę.
Pochowany na starym cmentarzu na Służewie w Warszawie.